# Edythe Wright
Edythe Wright (Bayonne, 16 agosto 1916 – Point Pleasant, 28 ottobre 1965) è stata una cantante statunitense.
Dopo essersi diplomata alla New Brunswick High School nel 1933 frequentò il New Jersey State College for Women. Nel 1935 Edythe rimpiazzò Nancy Flake, protagonista dell'orchestra di Frank Dailey ad Asbury Park. Durante questo lavoro fu scoperta da Tommy Dorsey e lavorò nella sua orchestra dal settembre 1935 all'agosto 1939. Lasciato il gruppo lavorò per la radio, viaggiò con lo stesso Dorsey e quindi si trasferì in California.
Una colonna di Variety del 1950 segnala il suo ritorno a New York come manager di Sy Oliver, ma altre informazioni da questo punto in poi sono carenti. Negli anni cinquanta si sposa con John T. Smith da cui ha un figlio, Patrick Smith. Viene coinvolta nella New Jersey Democratic State Assembly a Wall Township e dirige musical amatoriali a Chadwick Beach.
Muore di cancro al pancreas a Point Pleasant, e dopo un funerale alla Saint Denis Church di Manasquan, venne sepolta al Saint Catherine's Cemetery a Spring Lake Heights.
Fece circa 120 registrazioni musicali in studio con la Dorsey band fra il 1935 ed il 1939 (oltre ad altre tracce sotto pseudonimo) e fu protagonista radiofonica del Jack Pearl Show, trasmissione prodotta da Tommy Dorsey ed Ellery Queen.